# Melvin Clodfelter
Melvin Carl Clodfelter (ur. 26 czerwca 1904 w Marshall w Oklahomie, zm. 19 stycznia 1983 w Oklahoma City) – amerykański zapaśnik walczący w stylu wolnym. Olimpijczyk z Los Angeles 1932, gdzie zajął czwarte miejsce w wadze lekkiej.
Zawodnik Enid High School z Enid i Oklahoma State University. All-American w NCAA Division I w 1928 roku, gdzie zajął pierwsze miejsce. Trener zapasów.

## Letnie Igrzyska Olimpijskie 1932
| Konkurencja      | Rundy eliminacyjne         | Rundy eliminacyjne    | Rundy eliminacyjne     | Klas. końcowa |
| Konkurencja      | Przeciwnik I               | Przeciwnik II         | Przeciwnik III         | Miejsce       |
| ---------------- | -------------------------- | --------------------- | ---------------------- | ------------- |
| 66 kg styl wolny | Kustaa Pihlajamäki (FIN) Z | Gustaf Klarén (SWE) P | Károly Kárpáti (HUN) Z | 4.            |